# 珊妮的一天
《珊妮的一天》（英文：Sunny Day）是一部動畫影集的兒童電視節目，由Christine Ricci所製作，該動畫於2017年8月21日於美國Nick Jr. 兒童頻道首播。